# Courcy (Marne)
Courcy és un municipi francès, situat al departament del Marne i a la regió del Gran Est. L'any 2007 tenia 1.355 habitants.

## Demografia

### Població
El 2007 la població de fet de Courcy era de 1.355 persones. Hi havia 380 famílies, de les quals 70 eren unipersonals (29 homes vivint sols i 41 dones vivint soles), 120 parelles sense fills, 161 parelles amb fills i 29 famílies monoparentals amb fills.
La població ha evolucionat segons el següent gràfic:
Habitants censats

### Habitatges
El 2007 hi havia 404 habitatges, 389 eren l'habitatge principal de la família, 1 era una segona residència i 14 estaven desocupats. 386 eren cases i 15 eren apartaments. Dels 389 habitatges principals, 280 estaven ocupats pels seus propietaris, 107 estaven llogats i ocupats pels llogaters i 2 estaven cedits a títol gratuït; 3 tenien una cambra, 8 en tenien dues, 40 en tenien tres, 92 en tenien quatre i 246 en tenien cinc o més. 294 habitatges disposaven pel capbaix d'una plaça de pàrquing. A 143 habitatges hi havia un automòbil i a 220 n'hi havia dos o més.

### Piràmide de població
La piràmide de població per edats i sexe el 2009 era:
| Homes | Edats   | Dones |
| ----- | ------- | ----- |
| 0     | 95 o +  | 0     |
| 0     | 90 a 94 | 0     |
| 4     | 85 a 89 | 0     |
| 0     | 80 a 84 | 0     |
| 8     | 75 a 79 | 12    |
| 4     | 70 a 74 | 12    |
| 16    | 65 a 69 | 24    |
| 24    | 60 a 64 | 8     |
| 16    | 55 a 59 | 40    |
| 44    | 50 a 54 | 28    |
| 52    | 45 a 49 | 44    |
| 60    | 40 a 44 | 44    |
| 52    | 35 a 39 | 64    |
| 44    | 30 a 34 | 28    |
| 76    | 25 a 29 | 32    |
| 76    | 20 a 24 | 24    |
| 60    | 15 a 19 | 52    |
| 48    | 10 a 14 | 68    |
| 32    | 5 a 9   | 44    |
| 28    | 0 a 4   | 32    |

## Economia
El 2007 la població en edat de treballar era de 999 persones, 818 eren actives i 181 eren inactives. De les 818 persones actives 777 estaven ocupades (506 homes i 271 dones) i 42 estaven aturades (24 homes i 18 dones). De les 181 persones inactives 74 estaven jubilades, 55 estaven estudiant i 52 estaven classificades com a «altres inactius».

### Ingressos
El 2009 a Courcy hi havia 372 unitats fiscals que integraven 1.037 persones, la mediana anual d'ingressos fiscals per persona era de 20.393 €.

### Activitats econòmiques
Dels 47 establiments que hi havia el 2007, 1 era d'una empresa extractiva, 1 d'una empresa alimentària, 5 d'empreses de fabricació d'altres productes industrials, 7 d'empreses de construcció, 8 d'empreses de comerç i reparació d'automòbils, 5 d'empreses de transport, 2 d'empreses d'hostatgeria i restauració, 3 d'empreses immobiliàries, 5 d'empreses de serveis, 8 d'entitats de l'administració pública i 2 d'empreses classificades com a «altres activitats de serveis».
Dels 8 establiments de servei als particulars que hi havia el 2009, 1 era una oficina de correu, 1 taller de reparació d'automòbils i de material agrícola, 1 paleta, 1 guixaire pintor, 3 fusteries i 1 perruqueria.
L'únic establiment comercial que hi havia el 2009 era una fleca.
L'any 2000 a Courcy hi havia 11 explotacions agrícoles que ocupaven un total de 924 hectàrees.

## Equipaments sanitaris i escolars
L'únic equipament sanitari que hi havia el 2009 era una farmàcia.
El 2009 hi havia 1 escola maternal i 1 escola elemental integrada dins d'un grup escolar amb les comunes properes formant una escola dispersa.

## Poblacions més properes
El següent diagrama mostra les poblacions més properes.